# Bơi nghệ thuật tại Đại hội Thể thao châu Á 1998 – Đôi Nữ
Nội dung biểu diễn đôi nữ bộ môn bơi nghệ thuật tại Đại hội Thể thao châu Á 1998 ở Bangkok được tổ chức vào ngày 14 tháng 12 và ngày 15 tháng 12 năm 1998 tại Trung tâm thể thao dưới nước Thammasat.

## Lịch thi đấu
Tất cả các giờ đều là Giờ Đông Duơng (UTC+07:00)
| Ngày                          | Giờ   | Nội dung          |
| ----------------------------- | ----- | ----------------- |
| Thứ Hai, 14 tháng 12 năm 1998 | 12:00 | Technical routine |
| Thứ Ba, 15 tháng 12 năm 1998  | 17:00 | Free routine      |

## Kết quả
| Thứ hạng | Đội tuyển                                                 | Technical (50%) | Free (50%) | Tổng cộng |
| -------- | --------------------------------------------------------- | --------------- | ---------- | --------- |
| 1        | Nhật Bản (JPN) · Miya Tachibana · Miho Takeda             | 34.230          | 63.960     | 98.190    |
| 2        | Hàn Quốc (KOR) · Jang Yoon-kyeong · Yoo Na-mi             | 33.670          | 62.834     | 96.504    |
| 3        | Trung Quốc (CHN) · Li Min · Long Yan                      | 33.413          | 62.530     | 95.943    |
| 4        | Kazakhstan (KAZ) · Aliya Karimova · Galina Shatnaya       | 30.077          | 56.810     | 86.887    |
| 5        | Uzbekistan (UZB) · Marina Abrashkina · Olga Bistrova      | 29.587          | 55.206     | 84.793    |
| 6        | Thái Lan (THA) · Katesaya Kaewsrimuang · Augkana Roysuwan | 25.527          | 49.010     | 74.537    |